# 아퀴드넥섬

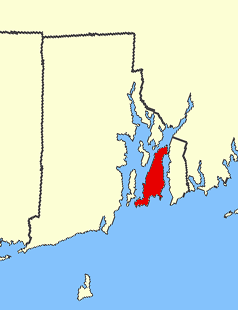
아퀴드넥섬의 위치

아퀴드넥섬(Aquidneck Island)은 미국 로드아일랜드주, 뉴포트 카운티의 섬이다. 원래 이름은 로드섬(Rhode Island)이었지만, 주의 명칭과 구분하기 위해 이름을 바꾸었다. 아퀴드넥이란 내러갠셋족이 이 섬을 부르는 이름으로 ‘아퀴드넷’(aquidnet)에서 유래되었다. 이 말은 글자그대로 ‘떠있는 덩어리’ 또는 단순히 ‘섬에서’ 라는 의미이다. 다른 설로는 ‘평화로운 작은 섬’이라는 원주민들의 말에서 왔다는 설이 있다.
이 섬의 공식명칭을 ‘아퀴드넥섬’으로 바꿀려는 시도는 비교적 최근인 2004년에 있었지만, 모든 이러한 시도는 실패로 돌아갔다. 2011년 RI 주 교통국에서 ‘아퀴드넥섬’을 주의 지도에 별칭으로 병기하게 함으로써 타협안이 타결되었다. 이러한 다른 명칭은 2006년 미국 지리명칭위원회가 해도에 ‘로드아일랜드섬’과 ‘아퀴드넥섬’을 허용한 결과로서 나온 것이다.

## 개요
내러갠셋만에 위치한 로드아일랜드주에서 가장 큰 섬으로, 면적은 97.9 km2, 인구는 2000년을 기준으로 60,870명이다. 주요 도시는 남부 뉴포트가 있으며, 뉴포트 다리로 본토와 연결된다. 가까운 코내니컷섬의 제임스타운에 연결되어 있다. 섬 이름은 네덜란드어로 ‘붉은 섬’이라는 설과 그리스의 로도스섬에서 따서 지은 것이라는 설들이 있다. 1524년, 이탈리아가 발견했다. 안 허치슨, 윌리엄 코딩턴 등에 의해 포츠머스 식민지가 만들어져 로드아일랜드 식민지의 거점이 되었다.
미국 독립 전쟁 기간인 1776년부터 1779년까지 이 섬을 영국군이 점령을 했다. 1778년 8월 28일 벌어진 로드아일랜드 전투에서 존 설리번 장군이 이끌던 대륙군이 이 섬을 탈환하여, 전략적 항구인 뉴포트를 차지하려는 시도는 무위로 돌아갔다.

## 학교
- 새브 레지나 대학교
- 해군 워 컬리지
- 로드아일랜드 커뮤니티 컬리지
- 국제 요트 복원 학교
- 세인트 조지 스쿨
- 포츠머스 수도원